# 제일저축은행 (1968년)
제일저축은행은 대한민국의 저축은행이다. 본점은 서울특별시 송파구 가락동에 위치하였으며,
서울특별시 및 경기도에 계열사 포함 총 10개의 점포를 가지고 있었다.

## 개요
1968년 6월 22일에 창업자 유동천에 의해 삼호상역으로 설립되었다. 처음엔 소규모 여신전문기관 이었으나 1972년 사금융 양성화를 위해 제정된 상호신용금고법이 제정됨에 따라 1972년 12월 29일 서울지역을 기반으로 하는 제일상호신용금고로 상호를 변경하였고, 1973년부터 상호신용금고 업무를, 1976년부터 상호부금업무를 시작하였다.
1994년 주식장외시장에 등록하였고, 1997년 기업공개를 통해 자본금을 증액한 후, 1997년 2월 12일에 증권거래소에 주식상장하였다.
1997년 (주)경안상호신용금고(평촌지점)를 인수하여 경기도에 지점을 개설하였고, 1998년에 (주)신영상호신용금고(여의도지점)를 인수하였다. 1999년에 인수한 (주)일은상호신용금고와 (주)신한상호신용금고는 합병하지 않고 계열사로 존치시켜 제일2저축은행이 되었다.
2002년 상호신용금고법이 개정되어 상호저축은행법으로 바뀜에 따라 (주)제일상호저축은행으로 사명을 변경하였다.
2011년 9월 18일 부실금융기관 지정에 따라 영업이 정지 되었고, 그 이후 KB저축은행으로 인수되었다.

## 영업점
| 저축은행     | 지점                                                            |
| ------------ | --------------------------------------------------------------- |
| 제일저축은행 | 가락동본점 (서울시 송파구 가락동 99-3)                          |
| 제일저축은행 | 장충동지점 (서울시 중구 장충동1가 117)                          |
| 제일저축은행 | 여의도지점 (서울시 영등포구 여의도동 43 3층)                    |
| 제일저축은행 | 논현동지점 (서울시 강남구 신사동 629-26 벨로스빌딩 2층          |
| 제일저축은행 | 평촌지점 (경기도 안양시 동안구 호계동 1043-1 다운타운빌딩 2층)  |
| 제일저축은행 | 분당지점 (경기도 성남시 분당구 야탑동 358-2 아미고타워 2층 5호) |